# Maria Teresa Horta
Maria Teresa Horta (Lisabon, 20. svibnja 1937. – Lisabon, 4. veljače 2025.) bila je portugalska spisateljica i pjesnikinja. Završila je Filozofski fakultet u Lisabonu. Kao novinarka je sudjelovala u feminističkom pokretu s Marijom Isabel Barreno i Marijom Velho da Costom. Bila je glavna urednica časopisa Mulheres. Njezin je suprug novinar Luís de Barros, imaju sina i dva unuka. 